# Gaddamsonnahalli, Malur
Gaddamsonnahalli là một làng thuộc tehsil Malur, huyện Kolar, bang Karnataka, Ấn Độ.